# Kosovo en los Juegos Paralímpicos de París 2024
Kosovo estuvo representado en los Juegos Paralímpicos de París 2024 por un deportista masculino. El equipo paralímpico kosovar no obtuvo ninguna medalla en estos Juegos.